# Luís de Sousa
Luís de Sousa (ur. 6 lub 16 października 1630 w Porto, zm. 3 stycznia 1702 w Lizbonie) – portugalski duchowny katolicki, kardynał, arcybiskup Lizbony.

## Życiorys
Pochodził z arystokratycznego rodu. 19 stycznia 1671 został wybrany biskupem tytularnym Hippo Diarrhytus. 14 czerwca 1671 w Lizbonie przyjął sakrę z rąk biskupa Alvaro de São Boaventura (współkonsekratorami byli arcybiskup Cristoforo da Silveira i biskup Estevão dos Santos). 2 grudnia 1675 przeszedł na arcybiskupstwo Lizbony, na którym pozostał już do śmierci. 22 lipca 1697 Innocenty XII wyniósł go do godności kardynalskiej. Nie brał udziału Konklawe 1700 (wybierającym Klemensa XI).
Został pochowany w Katedrze Sé w Lizbonie.